# (11887) Échemmon
(11887) Échemmon, désignation internationale (11887) Echemmon, est un astéroïde troyen jovien.

## Description
(11887) Échemmon est un astéroïde troyen jovien, camp troyen, c'est-à-dire situé au point de Lagrange L5 du système Soleil-Jupiter. Il présente une orbite caractérisée par un demi-grand axe de 5,183 UA, une excentricité de 0,092 et une inclinaison de 24,0° par rapport à l'écliptique.
Il est nommé en référence au personnage de la mythologie grecque Échemmon, acteur du conflit légendaire de la guerre de Troie.

## Compléments